# Andrea Temesvári
Dans le nom hongrois Temesvári Andrea, le nom de famille précède le prénom, mais cet article utilise l’ordre habituel en français Andrea Temesvári, où le prénom précède le nom.
Andrea Temesvári (née le 26 avril 1966 à Budapest) est une joueuse de tennis hongroise professionnelle dans les années 1980 et 1990.

## Carrière tennistique
Andrea Temesvári commence le tennis à neuf ans. Jeune prodige, elle participe à ses premiers tournois sur le circuit WTA en 1981. En mai 1983, à seize ans, elle remporte les Internationaux d'Italie à Rome, battant Bonnie Gadusek en finale.
Brièvement classée 7e joueuse mondiale en janvier 1984, de fréquentes blessures, à l'épaule et à la cheville, gênent la suite sa carrière et l'empêchent de se maintenir régulièrement dans le top 50.
En 1986, aux côtés de Martina Navrátilová, elle s'impose en double dames à Roland-Garros contre la paire Graf-Sabatini.
Andrea Temesvari a remporté douze titres WTA (dont sept en double dames), avant de prendre sa retraite sportive en 1997.
En 2003, elle a été capitaine de l'équipe de Hongrie de Fed Cup.
Elle parle couramment français, langue qu'elle a apprise pendant les jeunes années qu'elle a vécues à Alger, avec ses parents, Ottó Temesvári et sa femme.

## Palmarès

### Titres en simple dames
| No | Date       | Nom et lieu du tournoi                        | Catégorie | Dotation  | Surface      | Finaliste         | Score    |          |
| -- | ---------- | --------------------------------------------- | --------- | --------- | ------------ | ----------------- | -------- | -------- |
| 1  | 01-03-1982 | Avon Futures of Central Pennsylvania, Hershey | Futures   | 40 000 $  | Dur (int.)   | Catherine Tanvier | 6-4, 6-2 | Parcours |
| 2  | 02-05-1983 | Italian Open, Pérouse                         |           | 150 000 $ | Terre (ext.) | Bonnie Gadusek    | 6-1, 6-0 | Parcours |
| 3  | 04-07-1983 | Fila Europa Cup, Hambourg                     |           | 100 000 $ | Terre (ext.) | Eva Pfaff         | 6-4, 6-2 | Parcours |
| 4  | 01-08-1983 | US Clay Court Championships, Indianapolis     |           | 200 000 $ | Terre (ext.) | Zina Garrison     | 6-2, 6-2 | Parcours |
| 5  | 22-07-1985 | US Clay Courts, Indianapolis                  |           | 200 000 $ | Terre (ext.) | Zina Garrison     | 7-6, 6-3 | Parcours |

### Finales en simple dames
| No | Date       | Nom et lieu du tournoi             | Catégorie | Dotation  | Surface      | Vainqueure  | Score    |          |
| -- | ---------- | ---------------------------------- | --------- | --------- | ------------ | ----------- | -------- | -------- |
| 1  | 10-05-1982 | Toyota Swiss Open, Lugano          | Series 3  | 100 000 $ | Terre (ext.) | Chris Evert | 6-0, 6-3 | Parcours |
| 2  | 14-08-1989 | United Jersey Bank Classic, Mahwah | Tier IV   | 200 000 $ | Dur (ext.)   | Steffi Graf | 7-5, 6-2 | Parcours |

### Titres en double dames
| No | Date       | Nom et lieu du tournoi                  | Catégorie  | Dotation  | Surface         | Partenaire          | Finalistes                           | Score         |          |
| -- | ---------- | --------------------------------------- | ---------- | --------- | --------------- | ------------------- | ------------------------------------ | ------------- | -------- |
| 1  | 29-10-1984 | European Indoors Zurich                 | VS Tour C3 | 50 000 $  | Moquette (int.) | Andrea Leand        | Claudia Kohde-Kilsch Hana Mandlíková | 6-1, 6-3      | Parcours |
| 2  | 28-10-1985 | European Indoors Zurich                 |            | 150 000 $ | Dur (int.)      | Hana Mandlíková     | Claudia Kohde-Kilsch Helena Suková   | 6-4, 3-6, 7-6 | Parcours |
| 3  | 31-03-1986 | Tournament of Champions Marco Island    |            | 150 000 $ | Terre (ext.)    | Martina Navrátilová | Kathy Jordan Elise Burgin            | 7-5, 6-2      | Parcours |
| 4  | 26-05-1986 | Roland-Garros Paris                     | G. Chelem  | 930 000 $ | Terre (ext.)    | Martina Navrátilová | Steffi Graf Gabriela Sabatini        | 6-1, 6-2      | Parcours |
| 5  | 17-04-1989 | Eckerd Open Tampa                       | Tier IV    | 200 000 $ | Terre (ext.)    | Brenda Schultz      | Elise Burgin Rosalyn Fairbank        | 7-6, 6-4      | Parcours |
| 6  | 17-05-1993 | Internationaux de Strasbourg Strasbourg | Tier III   | 150 000 $ | Terre (ext.)    | Shaun Stafford      | Jill Hetherington Kathy Rinaldi      | 6-7, 6-3, 6-4 | Parcours |
| 7  | 24-07-1995 | Styrian Open Maria Lankowitz            | Tier IV    | 107 500 $ | Terre (ext.)    | Silvia Farina       | Alexandra Fusai Wiltrud Probst       | 6-2, 6-2      | Parcours |

### Finales en double dames
| No | Date       | Nom et lieu du tournoi                    | Catégorie | Dotation  | Surface         | Vainqueures                        | Partenaire          | Score    |          |
| -- | ---------- | ----------------------------------------- | --------- | --------- | --------------- | ---------------------------------- | ------------------- | -------- | -------- |
| 1  | 12-05-1986 | German Open Berlin                        |           | 150 000 $ | Terre (ext.)    | Steffi Graf Helena Suková          | Martina Navrátilová | 7-5, 6-2 | Parcours |
| 2  | 09-04-1990 | Bausch & Lomb Championships Amelia Island | Tier II   | 350 000 $ | Terre (ext.)    | Mercedes Paz Arantxa Sánchez       | Regina Rajchrtová   | 7-6, 6-4 | Parcours |
| 3  | 14-02-1994 | Open Gaz de France Paris                  | Tier II   | 400 000 $ | Moquette (int.) | Sabine Appelmans Laurence Courtois | Mary Pierce         | 6-4, 6-4 | Parcours |

## Parcours en Grand Chelem

### En simple dames
| Année | Open d'Australie (janvier) | Open d'Australie (janvier) | Internationaux de France | Internationaux de France | Wimbledon       | Wimbledon        | US Open         | US Open          | Open d'Australie (décembre) | Open d'Australie (décembre) |
| ----- | -------------------------- | -------------------------- | ------------------------ | ------------------------ | --------------- | ---------------- | --------------- | ---------------- | --------------------------- | --------------------------- |
| 1981  | n/a                        | n/a                        | 1er tour (1/64)          | Andrea Jaeger            | -               | -                | -               | -                | -                           | -                           |
| 1982  | n/a                        | n/a                        | 3e tour (1/16)           | Tracy Austin             | 3e tour (1/16)  | Sylvia Hanika    | 3e tour (1/16)  | Andrea Jaeger    | -                           | -                           |
| 1983  | n/a                        | n/a                        | 4e tour (1/8)            | Hana Mandlíková          | 3e tour (1/16)  | Carling Bassett  | 3e tour (1/16)  | Pascale Paradis  | -                           | -                           |
| 1984  | n/a                        | n/a                        | 2e tour (1/32)           | Sabrina Goleš            | 4e tour (1/8)   | Carina Karlsson  | 3e tour (1/16)  | Petra Huber      | 3e tour (1/8)               | Barbara Potter              |
| 1985  | n/a                        | n/a                        | 1er tour (1/64)          | Pascale Paradis          | 2e tour (1/32)  | Steffi Graf      | 2e tour (1/32)  | Caroline Kuhlman | -                           | -                           |
| 1986  | n/a                        | n/a                        | 2e tour (1/32)           | M.J. Fernández           | -               | -                | 2e tour (1/32)  | Steffi Graf      | n/a                         | n/a                         |
| 1989  | 3e tour (1/16)             | Belinda Cordwell           | 2e tour (1/32)           | Helen Kelesi             | 1er tour (1/64) | Kristine Radford | 3e tour (1/16)  | Rosalyn Fairbank | n/a                         | n/a                         |
| 1990  | 2e tour (1/32)             | Jana Novotná               | 3e tour (1/16)           | Nicole Provis            | 1er tour (1/64) | Brenda Schultz   | 1er tour (1/64) | Robin White      | n/a                         | n/a                         |
| 1991  | -                          | -                          | 2e tour (1/32)           | Jennifer Capriati        | 1er tour (1/64) | Larisa Neiland   | 1er tour (1/64) | Steffi Graf      | n/a                         | n/a                         |
| 1992  | -                          | -                          | -                        | -                        | -               | -                | 1er tour (1/64) | Judith Wiesner   | n/a                         | n/a                         |
| 1993  | 2e tour (1/32)             | Inés Gorrochategui         | 1er tour (1/64)          | Shaun Stafford           | 1er tour (1/64) | Monique Javer    | -               | -                | n/a                         | n/a                         |
| 1994  | -                          | -                          | -                        | -                        | -               | -                | 1er tour (1/64) | Mary Pierce      | n/a                         | n/a                         |
| 1995  | -                          | -                          | 1er tour (1/64)          | Meredith McGrath         | 2e tour (1/32)  | Shaun Stafford   | 1er tour (1/64) | Manon Bollegraf  | n/a                         | n/a                         |
| 1996  | 1er tour (1/64)            | Wang Shi-Ting              | 2e tour (1/32)           | Anke Huber               | -               | -                | -               | -                | n/a                         | n/a                         |

À droite du résultat, l’ultime adversaire.

### En double dames
| Année | Open d'Australie (janvier)   | Open d'Australie (janvier) | Internationaux de France      | Internationaux de France    | Wimbledon                   | Wimbledon                  | US Open                       | US Open                     | Open d'Australie (décembre)  | Open d'Australie (décembre) |
| ----- | ---------------------------- | -------------------------- | ----------------------------- | --------------------------- | --------------------------- | -------------------------- | ----------------------------- | --------------------------- | ---------------------------- | --------------------------- |
| 1981  | n/a                          | n/a                        | 2e tour (1/16) Gail Sherriff  | B. Nagelsen Navrátilová     | -                           | -                          | -                             | -                           | -                            | -                           |
| 1982  | n/a                          | n/a                        | 2e tour (1/16) Andrea Leand   | Rosie Casals W. Turnbull    | 2e tour (1/16) Andrea Leand | Chris Evert Kathy Rinaldi  | 2e tour (1/16) Jo Durie       | Ann Kiyomura Betty Stöve    | -                            | -                           |
| 1983  | n/a                          | n/a                        | -                             | -                           | 3e tour (1/8) C. Tanvier    | Jo Durie Anne Hobbs        | 3e tour (1/8) Virginia Wade   | B. Gadusek Wendy White      | -                            | -                           |
| 1984  | n/a                          | n/a                        | 2e tour (1/16) C. Bassett     | Navrátilová Pam Shriver     | 2e tour (1/16) C. Bassett   | B. Potter Sharon Walsh     | 3e tour (1/8) C. Bassett      | Anne Hobbs W. Turnbull      | 1er tour (1/16) Andrea Leand | P. Paradis C. Suire         |
| 1985  | n/a                          | n/a                        | 1/2 finale Elise Burgin       | Kohde-Kilsch Helena Suková  | 1/4 de finale V. Ruzici     | Kathy Jordan E. Smylie     | 1er tour (1/32) A. Villagrán  | Lori McNeil Kim Sands       | -                            | -                           |
| 1986  | n/a                          | n/a                        | Victoire Navrátilová          | Steffi Graf G. Sabatini     | -                           | -                          | 3e tour (1/8) Eva Pfaff       | Zina Garrison Kathy Rinaldi | n/a                          | n/a                         |
| 1989  | 1er tour (1/32) M. Bowrey    | Terry Phelps R. Reggi      | 1/2 finale B. Schultz         | L. Savchenko N. Zvereva     | 1/4 de finale B. Schultz    | Navrátilová Pam Shriver    | 1er tour (1/32) B. Schultz    | Laura Arraya Peanut Louie   | n/a                          | n/a                         |
| 1990  | 1/2 finale B. Schultz        | Patty Fendick MJ Fernández | 1/4 de finale R. Kordová      | Jana Novotná Helena Suková  | -                           | -                          | 1er tour (1/32) R. Kordová    | Linda Barnard Van Rensburg  | n/a                          | n/a                         |
| 1991  | -                            | -                          | 1er tour (1/32) C. Cunningham | Lupita Novelo B. Somerville | 2e tour (1/16) S. Rehe      | G. Fernández Jana Novotná  | 1er tour (1/32) Elise Burgin  | Gretchen Rush Robin White   | n/a                          | n/a                         |
| 1992  | 1er tour (1/32) P. Tarabini  | Lori McNeil Nicole Provis  | -                             | -                           | -                           | -                          | -                             | -                           | n/a                          | n/a                         |
| 1993  | 1er tour (1/32) Ann Grossman | L. Pleming S. Testud       | 3e tour (1/8) S. Stafford     | Lori McNeil Rennae Stubbs   | 3e tour (1/8) Laura Arraya  | L. Neiland Jana Novotná    | -                             | -                           | n/a                          | n/a                         |
| 1994  | -                            | -                          | -                             | -                           | -                           | -                          | 1er tour (1/32) Irina Spîrlea | K. Boogert N. Jagerman      | n/a                          | n/a                         |
| 1995  | -                            | -                          | 1er tour (1/32) N. van Lottum | Melicharová H. Vildová      | 2e tour (1/16) Åsa Svensson | Amy Frazier Kimberly Po    | 1er tour (1/32) Åsa Svensson  | Lori McNeil Helena Suková   | n/a                          | n/a                         |
| 1996  | 1er tour (1/32) Rita Grande  | Nanne Dahlman Clare Wood   | 2e tour (1/16) Åsa Svensson   | C. Martínez P. Tarabini     | 2e tour (1/16) Åsa Svensson | Nicole Arendt M. Bollegraf | 1er tour (1/32) V. Ruano      | A. Dechaume S. Testud       | n/a                          | n/a                         |
| 1997  | -                            | -                          | 1er tour (1/32) M. de Swardt  | Émilie Loit A. Mauresmo     | -                           | -                          | -                             | -                           | n/a                          | n/a                         |

Sous le résultat, la partenaire ; à droite, l’ultime équipe adverse.

### En double mixte
| Année | Open d'Australie (janvier), | Open d'Australie (janvier), | Internationaux de France     | Internationaux de France   | Wimbledon                    | Wimbledon                  | US Open                    | US Open                   | Open d'Australie (décembre), | Open d'Australie (décembre), |
| ----- | --------------------------- | --------------------------- | ---------------------------- | -------------------------- | ---------------------------- | -------------------------- | -------------------------- | ------------------------- | ---------------------------- | ---------------------------- |
| 1981  | n/a                         | n/a                         | 1er tour (1/16) M. Martínez  | I. Villiger M. Günthardt   | -                            | -                          | -                          | -                         | n/a                          | n/a                          |
| 1982  | n/a                         | n/a                         | -                            | -                          | 1/2 finale Charles Buzz      | Anne Smith Kevin Curren    | -                          | -                         | n/a                          | n/a                          |
| 1983  | n/a                         | n/a                         | -                            | -                          | 1/2 finale Charles Buzz      | B. J. King Steve Denton    | -                          | -                         | n/a                          | n/a                          |
| 1984  | n/a                         | n/a                         | 2e tour (1/16) Henri Leconte | Anne White Chris Dunk      | 1/4 de finale Kevin Curren   | Kathy Jordan Steve Denton  | 3e tour (1/8) H. Günthardt | R. Fairbank C. Dowdeswell | n/a                          | n/a                          |
| 1985  | n/a                         | n/a                         | -                            | -                          | 2e tour (1/16) P. McNamara   | Helena Suková Pavel Složil | -                          | -                         | n/a                          | n/a                          |
| 1986  | n/a                         | n/a                         | 1er tour (1/32) Andras Lanyi | C. Monteiro Cássio Motta   | -                            | -                          | -                          | -                         | n/a                          | n/a                          |
| 1990  | 1er tour (1/16) Živojinović | E. Smylie J. Fitzgerald     | 2e tour (1/16) H. de la Peña | Mercedes Paz Diego Pérez   | -                            | -                          | -                          | -                         | n/a                          | n/a                          |
| 1991  | -                           | -                           | 1/2 finale Gustavo Luza      | Caroline Vis Paul Haarhuis | 1er tour (1/32) Tom Nijssen  | B. Schultz M. Schapers     | -                          | -                         | n/a                          | n/a                          |
| 1993  | -                           | -                           | 1er tour (1/32) Luke Jensen  | Ann Grossman Mike Briggs   | 1er tour (1/32) Byron Talbot | Julie Salmon C. Wilkinson  | -                          | -                         | n/a                          | n/a                          |
| 1996  | -                           | -                           | -                            | -                          | 1er tour (1/32) Gábor Köves  | N. Bradtke Jeremy Bates    | -                          | -                         | n/a                          | n/a                          |

Sous le résultat, le partenaire ; à droite, l’ultime équipe adverse.

## Parcours aux Masters

### En simple dames
| # | Date       | Nom de l'édition                      | ($)     | Surface         | Résultat       | Ultime adversaire | Score              |          |
| - | ---------- | ------------------------------------- | ------- | --------------- | -------------- | ----------------- | ------------------ | -------- |
| 1 | 27/02/1984 | Virginia Slims Championships New York | 500 000 | Moquette (int.) | 1er tour (1/8) | Barbara Potter    | 6-3, 6-7, 2-1, ab. | Parcours |
| 2 | 18/03/1985 | Virginia Slims Championships New York | 500 000 | Moquette (int.) | 1er tour (1/8) | Hana Mandlíková   | 7-5, 7-5           | Parcours |

## Parcours aux Jeux olympiques

### En simple dames
| # | Date       | Nom de l'olympiade      | Surface    | Résultat        | Ultime adversaire | Score     |          |
| - | ---------- | ----------------------- | ---------- | --------------- | ----------------- | --------- | -------- |
| 1 | 23/07/1996 | Summer Olympics Atlanta | Dur (ext.) | 1er tour (1/32) | Judith Wiesner    | 7-65, 6-4 | Parcours |

### En double dames
| # | Date       | Nom de l'olympiade      | Surface    | Résultat      | Partenaire   | Ultimes adversaires            | Score      |          |
| - | ---------- | ----------------------- | ---------- | ------------- | ------------ | ------------------------------ | ---------- | -------- |
| 1 | 23/07/1996 | Summer Olympics Atlanta | Dur (ext.) | 2e tour (1/8) | Virag Csurgo | Manon Bollegraf Brenda Schultz | 7-65, 7-65 | Parcours |

## Parcours en Coupe de la Fédération
| #                                                                         | Date       | Lieu      | Surface      | Gagnante(s)                      | Perdante(s)                           | Score         |          |
|                                                                           |            |           |              |                                  |                                       |               |          |
| 1981 - 1er tour (groupe mondial) - Hongrie - Roumanie - 0 : 3             |            |           |              |                                  |                                       |               |          |
| 1                                                                         | 09/11/1981 | Tokyo     | Terre (ext.) | Lucia Romanov                    | Andrea Temesvári                      | 2-6, 5-2, ab. | Parcours |
|                                                                           |            |           |              |                                  |                                       |               |          |
| 1983 - 1er tour (groupe mondial) - Zimbabwe - Hongrie - 0 : 3             |            |           |              |                                  |                                       |               |          |
| 2                                                                         | 18/07/1983 | Zurich    | Terre (ext.) | Andrea Temesvári                 | Angela Longo                          | 6-0, 6-1      | Parcours |
|                                                                           |            |           |              |                                  |                                       |               |          |
| 1983 - 2e tour (groupe mondial) - Hongrie - Argentine - 0 : 3             |            |           |              |                                  |                                       |               |          |
| 3                                                                         | 18/07/1983 | Zurich    | Terre (ext.) | Ivanna Madruga-Osses             | Andrea Temesvári                      | 6-4, 7-5      | Parcours |
|                                                                           |            |           |              |                                  |                                       |               |          |
| 1984 - 1er tour (groupe mondial) - Hongrie - Suisse - 1 : 2               |            |           |              |                                  |                                       |               |          |
| 4                                                                         | 16/07/1984 | São Paulo | Terre (ext.) | Andrea Temesvári                 | C. Jolissaint                         | 6-2, 6-4      | Parcours |
| 4                                                                         | 16/07/1984 | São Paulo | Terre (ext.) | Lilian Drescher C. Jolissaint    | Éva Rózsavölgyi Andrea Temesvári      | 6-1, 6-2      | Parcours |
|                                                                           |            |           |              |                                  |                                       |               |          |
| 1985 - 1er tour (groupe mondial) - Belgique - Hongrie - 0 : 3             |            |           |              |                                  |                                       |               |          |
| 5                                                                         | 08/10/1985 | Nagoya    | Dur (ext.)   | Andrea Temesvári                 | Ilse de Ruysscher                     | 7-5, 6-3      | Parcours |
| 5                                                                         | 08/10/1985 | Nagoya    | Dur (ext.)   | Csilla Bartos Andrea Temesvári   | Ilse de Ruysscher Kathleen Schuurmans | 6-2, 6-2      | Parcours |
|                                                                           |            |           |              |                                  |                                       |               |          |
| 1985 - 2e tour (groupe mondial) - Hongrie - Canada - 2 : 1                |            |           |              |                                  |                                       |               |          |
| 6                                                                         | 08/10/1985 | Nagoya    | Dur (ext.)   | Carling Bassett                  | Andrea Temesvári                      | 6-3, 6-1      | Parcours |
| 6                                                                         | 08/10/1985 | Nagoya    | Dur (ext.)   | Csilla Bartos Andrea Temesvári   | Jill Hetherington Hélène Pelletier    | 7-5, 6-3      | Parcours |
|                                                                           |            |           |              |                                  |                                       |               |          |
| 1985 - 1/4 de finale (groupe mondial) - Tchécoslovaquie - Hongrie - 3 : 0 |            |           |              |                                  |                                       |               |          |
| 7                                                                         | 08/10/1985 | Nagoya    | Dur (ext.)   | Hana Mandlíková                  | Andrea Temesvári                      | 6-3, 6-4      | Parcours |
| 7                                                                         | 08/10/1985 | Nagoya    | Dur (ext.)   | Andrea Holíková Regina Maršíková | Csilla Bartos Andrea Temesvári        | 6-4, 6-3      | Parcours |
|                                                                           |            |           |              |                                  |                                       |               |          |
| 1986 - 1er tour (groupe mondial) - Hongrie - Australie - 1 : 2            |            |           |              |                                  |                                       |               |          |
| 8                                                                         | 22/07/1986 | Prague    | Terre (ext.) | Andrea Temesvári                 | Wendy Turnbull                        | 6-1, 6-1      | Parcours |
| 8                                                                         | 22/07/1986 | Prague    | Terre (ext.) | Elizabeth Smylie Wendy Turnbull  | Csilla Bartos Andrea Temesvári        | 5-7, 6-4, 6-0 | Parcours |
|                                                                           |            |           |              |                                  |                                       |               |          |
| 1989 - 1er tour (groupe mondial) - Thaïlande - Hongrie - 0 : 3            |            |           |              |                                  |                                       |               |          |
| 9                                                                         | 03/10/1989 | Tokyo     | Dur (ext.)   | Andrea Temesvári                 | Tossaporn Summa                       | 6-1, 6-1      | Parcours |
| 9                                                                         | 03/10/1989 | Tokyo     | Dur (ext.)   | Reeka Szikszay Andrea Temesvári  | Tossaporn Summa Orawan Thampensri     | 6-3, 6-4      | Parcours |
|                                                                           |            |           |              |                                  |                                       |               |          |
| 1989 - 2e tour (groupe mondial) - Tchécoslovaquie - Hongrie - 2 : 1       |            |           |              |                                  |                                       |               |          |
| 10                                                                        | 03/10/1989 | Tokyo     | Dur (ext.)   | Helena Suková                    | Andrea Temesvári                      | 7-65, 6-0     | Parcours |
|                                                                           |            |           |              |                                  |                                       |               |          |
| 1990 - 1er tour (groupe mondial) - Hong Kong - Hongrie - 2 : 1            |            |           |              |                                  |                                       |               |          |
| 11                                                                        | 23/07/1990 | Atlanta   | Dur (ext.)   | Paulette Moreno                  | Andrea Temesvári                      | 6-0, 6-1      | Parcours |
|                                                                           |            |           |              |                                  |                                       |               |          |
| 1992 - 1er tour (groupe mondial) - Hongrie - Tchécoslovaquie - 0 : 3      |            |           |              |                                  |                                       |               |          |
| 12                                                                        | 14/07/1992 | Francfort | Terre (ext.) | Jana Novotná                     | Andrea Temesvári                      | 6-2, 6-1      | Parcours |
| 12                                                                        | 14/07/1992 | Francfort | Terre (ext.) | Jana Novotná Andrea Strnadová    | Virag Csurgo Andrea Temesvári         | 1-6, 7-5, 7-5 | Parcours |
|                                                                           |            |           |              |                                  |                                       |               |          |
| 1992 - Barrage (groupe mondial I) - Italie - Hongrie - 0 : 3              |            |           |              |                                  |                                       |               |          |
| 13                                                                        | 16/07/1992 | Francfort | Terre (ext.) | Andrea Temesvári                 | Sandra Cecchini                       | 6-1, 1-0, ab. | Parcours |
| 13                                                                        | 16/07/1992 | Francfort | Terre (ext.) | Virag Csurgo Andrea Temesvári    | Linda Ferrando Laura Garrone          | 6-3, 6-0      | Parcours |
|                                                                           |            |           |              |                                  |                                       |               |          |
| 1992 - Barrage (groupe mondial I) - Bulgarie - Hongrie - 2 : 1            |            |           |              |                                  |                                       |               |          |
| 14                                                                        | 17/07/1992 | Francfort | Terre (ext.) | Katerina Maleeva                 | Andrea Temesvári                      | 6-3, 6-4      | Parcours |

## Classements WTA en fin de saison

### En simple
| Année | 1983 | 1984 | 1985 | 1986 | 1989 | 1990 | 1991 | 1992 | 1993 | 1994 | 1995 | 1996 | 1997 |
| Rang  | 8    | 14   | 16   | 43   | 43   | 118  | 157  | 70   | 153  | 132  | 92   | 181  | 942  |

Source : (en) « Classements de Andrea Temesvári », sur le site officiel du WTA Tour

### En double
| Année | 1986 | 1989 | 1990 | 1991 | 1992 | 1993 | 1994 | 1995 | 1996 | 1997 |
| Rang  | 13   | 32   | 41   | 77   | 89   | 57   | 47   | 71   | 124  | 283  |

Source : (en) « Classements de Andrea Temesvári », sur le site officiel du WTA Tour